# Atopochthonius maimaensis
Atopochthonius maimaensis är en kvalsterart som beskrevs av Grishina 1971. Atopochthonius maimaensis ingår i släktet Atopochthonius och familjen Atopochthoniidae. Inga underarter finns listade.